# Porsche 964
Porsche 964 är en sportbil, tillverkad av den tyska biltillverkaren Porsche mellan 1988 och 1993.

## Bakgrund
I slutet av åttiotalet hade 911-modellen varit i produktion under nästan ett kvarts sekel. Utvecklingen hade avstannat, eftersom Porsche (förgäves) försökte få sina kunder att välja de tilltänkta efterträdarna 924 och 928 istället. Men kundernas förkärlek till 911:an tvingade Porsche att åter satsa på den gamla svansmotorbilen. Förändringarna var så omfattande att den nya bilen fick ett nytt modellnummer, 964, men 911-namnet var nu så etablerat att det fick hänga med i marknadsföringen.
På utsidan nöjde sig Porsche med en lätt uppdatering, med integrerade stötfångare och en bakspoiler på motorluckan som fälldes ut när bilen kom upp i fart. Detta gav bättre stabilitet i högre hastigheter, vilket behövdes eftersom karossens förbättrade aerodynamik gav högre toppfart än tidigare modeller.
Men under karossen var 964:an i stort sett nykonstruerad. Här drog Porsche nytta av erfarenheterna från superbilen 959. Bilen fick nya hjulupphängningar med skruvfjädrar. Motorn förstorades till 3,6 liter och försågs med dubbeltändning. För första gången fick en 911-modell moderna finesser som servostyrning och ABS-bromsar. Den kunde även levereras med en modern automatlåda, kallad Tiptronic.
Den första 964-version som presenterades, hösten 1988, var fyrhjulsdriven. Systemet var enklare än på Porsche 959, men gjorde 964:an mer lättkörd än företrädaren. Dessutom spädde det på 911-modellens rykte som sportbilen som tål vardagsbrukande året runt.

## Porsche 964

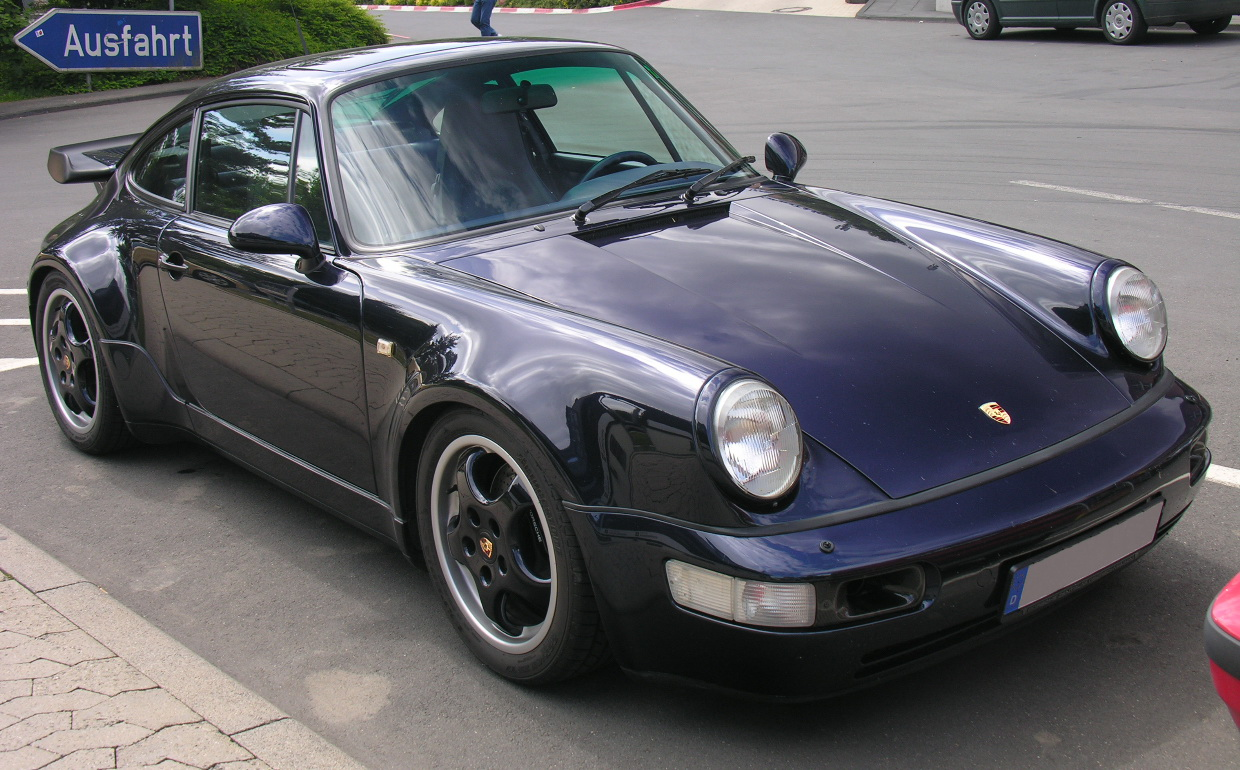
Turbo

Porsche 964 introducerades hösten 1988 som den fyrhjulsdrivna Carrera 4. Våren 1989 fick den sällskap av den bakhjulsdrivna Carrera 2, som efterträdde den äldre 911:an. Bägge versionerna tillverkades med tre olika karosser: coupé, targa och cabriolet.
Vid Internationella Bilsalongen i Genève 1990 tillkom 964 Turbo. Bilen behöll bakhjulsdriften och motorn från företrädaren 930, men effekten hade ökat något. I januari 1993 fick även Turbo-modellen den större 3,6-litersmotorn.
Liksom hos företrädaren avslutades utvecklingen med en Speedster-version, presenterad hösten 1993. Det var en öppen bil, med extra låg vindruta och en mycket enkel sufflett.

### Tekniska data
| Porsche 964:                   | 911 Carrera 2                                                                         | 911 Carrera 4                                                                         | 911 Speedster                                                                         | 911 Turbo                                                                             | 911 Turbo 3.6                                                                         |
| ------------------------------ | ------------------------------------------------------------------------------------- | ------------------------------------------------------------------------------------- | ------------------------------------------------------------------------------------- | ------------------------------------------------------------------------------------- | ------------------------------------------------------------------------------------- |
| Motor:                         | 6-cyl boxermotor                                                                      | 6-cyl boxermotor                                                                      | 6-cyl boxermotor                                                                      | 6-cyl boxermotor med turbo                                                            | 6-cyl boxermotor med turbo                                                            |
| Cylindervolym:                 | 3600 cm³                                                                              | 3600 cm³                                                                              | 3600 cm³                                                                              | 3299 cm³                                                                              | 3600 cm³                                                                              |
| Borrning x slaglängd:          | 100,0 x 76,4 mm                                                                       | 100,0 x 76,4 mm                                                                       | 100,0 x 76,4 mm                                                                       | 97,0 x 74,4 mm                                                                        | 100,0 x 76,4 mm                                                                       |
| Max effekt vid varvtal:        | 250 hk vid 6 100 v/min                                                                | 250 hk vid 6 100 v/min                                                                | 250 hk vid 6 100 v/min                                                                | 320 hk vid 5 750 v/min                                                                | 360 hk vid 5 500 v/min                                                                |
| Max vridmoment vid varvtal:    | 310 Nm vid 4 800 v/min                                                                | 310 Nm vid 4 800 v/min                                                                | 310 Nm vid 4 800 v/min                                                                | 450 Nm vid 4 400 v/min                                                                | 520 Nm vid 4 200 v/min                                                                |
| Kompression:                   | 11,3 : 1                                                                              | 11,3 : 1                                                                              | 11,3 : 1                                                                              | 7,0 : 1                                                                               | 7,5 : 1                                                                               |
| Ventilstyrning:                | En överliggande kamaxel per cylinderrad                                               | En överliggande kamaxel per cylinderrad                                               | En överliggande kamaxel per cylinderrad                                               | En överliggande kamaxel per cylinderrad                                               | En överliggande kamaxel per cylinderrad                                               |
| Kylning:                       | Luftkylning                                                                           | Luftkylning                                                                           | Luftkylning                                                                           | Luftkylning                                                                           | Luftkylning                                                                           |
| Kraftöverföring:               | 5-växlad växellåda, bakhjulsdrift Tillval: 4-stegs automatlåda (Tiptronic)            | 5-växlad växellåda, fyrhjulsdrift                                                     | 5-växlad växellåda, bakhjulsdrift                                                     | 5-växlad växellåda, bakhjulsdrift                                                     | 5-växlad växellåda, bakhjulsdrift                                                     |
| Bromsar:                       | Ventilerade skivbromsar, ABS                                                          | Ventilerade skivbromsar, ABS                                                          | Ventilerade skivbromsar, ABS                                                          | Ventilerade skivbromsar, ABS                                                          | Ventilerade skivbromsar, ABS                                                          |
| Hjulupphängning fram:          | Undre tvärlänkar, McPhersonben, skruvfjädrar, krängningshämmare                       | Undre tvärlänkar, McPhersonben, skruvfjädrar, krängningshämmare                       | Undre tvärlänkar, McPhersonben, skruvfjädrar, krängningshämmare                       | Undre tvärlänkar, McPhersonben, skruvfjädrar, krängningshämmare                       | Undre tvärlänkar, McPhersonben, skruvfjädrar, krängningshämmare                       |
| Hjulupphängning bak:           | Fyrledad drivaxel, snett bakåtriktade triangellänkar, skruvfjädrar, krängningshämmare | Fyrledad drivaxel, snett bakåtriktade triangellänkar, skruvfjädrar, krängningshämmare | Fyrledad drivaxel, snett bakåtriktade triangellänkar, skruvfjädrar, krängningshämmare | Fyrledad drivaxel, snett bakåtriktade triangellänkar, skruvfjädrar, krängningshämmare | Fyrledad drivaxel, snett bakåtriktade triangellänkar, skruvfjädrar, krängningshämmare |
| Kaross:                        | Självbärande stålkaross med hastighetsberoende bakspoiler                             | Självbärande stålkaross med hastighetsberoende bakspoiler                             | Självbärande stålkaross med hastighetsberoende bakspoiler                             | Självbärande stålkaross med fast bakspoiler                                           | Självbärande stålkaross med fast bakspoiler                                           |
| Spårvidd fram/bak:             | 1380/1374 mm                                                                          | 1380/1374 mm                                                                          | 1380/1371 mm                                                                          | 1442/1499 mm                                                                          | 1440/1506 mm                                                                          |
| Hjulbas:                       | 2272 mm                                                                               | 2272 mm                                                                               | 2272 mm                                                                               | 2272 mm                                                                               | 2272 mm                                                                               |
| Fälgar, däck:                  | Fram: 6J x 16 med 205/55 ZR16 Bak: 8J x 16 med 225/50 ZR16                            | Fram: 6J x 16 med 205/55 ZR16 Bak: 8J x 16 med 225/50 ZR16                            | Fram: 6J x 16 med 205/55 ZR16 Bak: 8J x 16 med 225/50 ZR16                            | Fram: 7,5J x 17 med 205/50 ZR17 Bak: 9J x 17 med 255/40 ZR17                          | Fram: 8J x 18 med 225/40 ZR18 Bak: 10J x 18 med 265/35 ZR18                           |
| Längd x bredd x höjd:          | 4250 x 1652 x 1310 mm                                                                 | 4250 x 1652 x 1310 mm                                                                 | 4250 x 1652 x 1310 mm                                                                 | 4250 x 1775 x 1310 mm                                                                 | 4250 x 1775 x 1310 mm                                                                 |
| Tomvikt:                       | 1350 kg                                                                               | 1450 kg                                                                               | 1350 kg                                                                               | 1470 kg                                                                               | 1470 kg                                                                               |
| Topphastighet:                 | 260 km/h                                                                              | 260 km/h                                                                              | 260 km/h                                                                              | 270 km/h                                                                              | 280 km/h                                                                              |
| Acceleration 0 – 100 km/h:     | 5,7 s                                                                                 | 5,7 s                                                                                 | 5,7 s                                                                                 | 5,0 s                                                                                 | 4,8 s                                                                                 |
| Bränsleförbrukning per 100 km: | 14,0 l                                                                                | 14,0 l                                                                                | 14,0 l                                                                                | 22,8 l                                                                                | 18,0 l                                                                                |

## Sportversioner

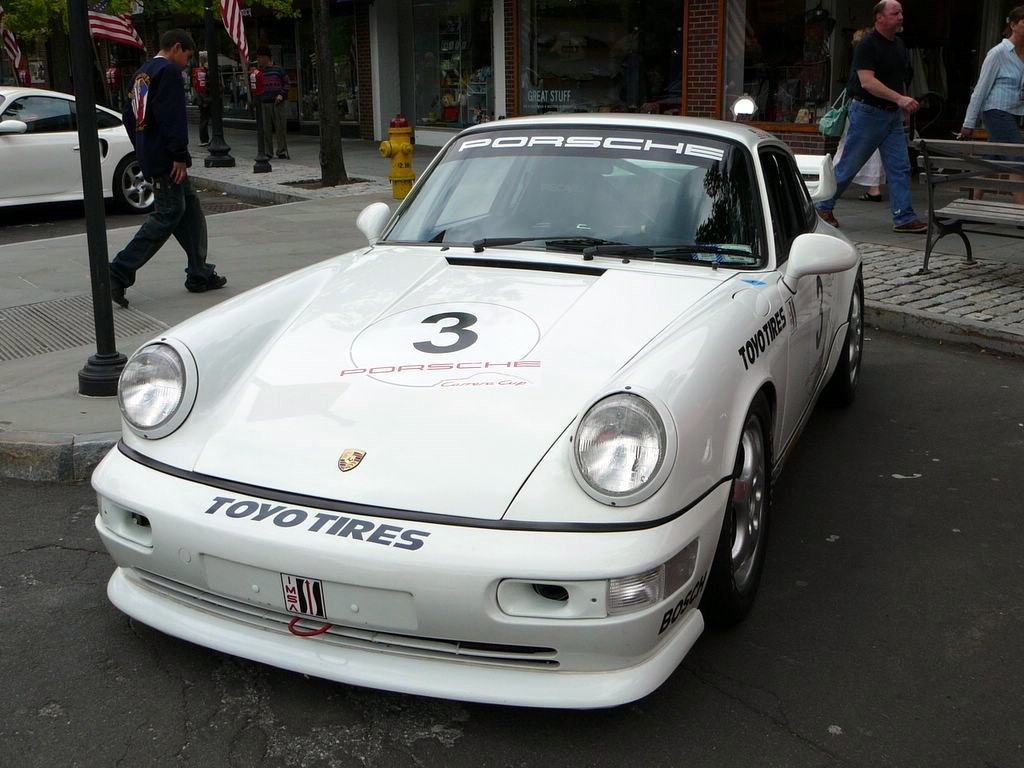
Carrera RS

Hösten 1991 tillkom den tävlingsinriktade Carrera RS. Modellen hade starkare motor och kraftigare fjädring än standardvagnen och genom att ta bort all komfortutrustning sänktes vikten cirka 150 kg. 1993 fick RS-modellen en större motor.
Dessa spartanska modeller såldes aldrig på Porsches viktigaste marknad, USA. I dess ställe fanns Carrera RS America, med standardmotor. America-modellen såldes heller inte fullt så ”naken”, vilket gjorde den tyngre än övriga RS-modeller.
I december 1990 presenterades Turbo S, med motorn trimmad till 381 hk.

### Tekniska data
| Porsche 964:                   | 911 Carrera RS                                                                        | 911 RS America                                                                        | 911 Carrera RS 3.8                                                                    | 911 Turbo S                                                                           |
| ------------------------------ | ------------------------------------------------------------------------------------- | ------------------------------------------------------------------------------------- | ------------------------------------------------------------------------------------- | ------------------------------------------------------------------------------------- |
| Motor:                         | 6-cyl boxermotor                                                                      | 6-cyl boxermotor                                                                      | 6-cyl boxermotor                                                                      | 6-cyl boxermotor med turbo                                                            |
| Cylindervolym:                 | 3600 cm³                                                                              | 3600 cm³                                                                              | 3746 cm³                                                                              | 3800 cm³                                                                              |
| Borrning x slaglängd:          | 100,0 x 76,4 mm                                                                       | 100,0 x 76,4 mm                                                                       | 102,0 x 76,4 mm                                                                       | 102,0 x 76,4 mm                                                                       |
| Max effekt vid varvtal:        | 260 hk vid 6 200 v/min                                                                | 250 hk vid 6 100 v/min                                                                | 300 hk vid 6 500 v/min                                                                | 381 hk vid 6 000 v/min                                                                |
| Max vridmoment vid varvtal:    | 325 Nm vid 4 800 v/min                                                                | 310 Nm vid 4 800 v/min                                                                | 360 Nm vid 5 250 v/min                                                                | 490 Nm vid 4 800 v/min                                                                |
| Kompression:                   | 11,3 : 1                                                                              | 11,3 : 1                                                                              | 11,0 : 1                                                                              | 7,0 : 1                                                                               |
| Ventilstyrning:                | En överliggande kamaxel per cylinderrad                                               | En överliggande kamaxel per cylinderrad                                               | En överliggande kamaxel per cylinderrad                                               | En överliggande kamaxel per cylinderrad                                               |
| Kylning:                       | Luftkylning                                                                           | Luftkylning                                                                           | Luftkylning                                                                           | Luftkylning                                                                           |
| Kraftöverföring:               | 5-växlad växellåda, bakhjulsdrift                                                     | 5-växlad växellåda, bakhjulsdrift                                                     | 5-växlad växellåda, bakhjulsdrift                                                     | 5-växlad växellåda, bakhjulsdrift                                                     |
| Bromsar:                       | Ventilerade skivbromsar, ABS                                                          | Ventilerade skivbromsar, ABS                                                          | Ventilerade skivbromsar, ABS                                                          | Ventilerade skivbromsar, ABS                                                          |
| Hjulupphängning fram:          | Undre tvärlänkar, McPhersonben, skruvfjädrar, krängningshämmare                       | Undre tvärlänkar, McPhersonben, skruvfjädrar, krängningshämmare                       | Undre tvärlänkar, McPhersonben, skruvfjädrar, krängningshämmare                       | Undre tvärlänkar, McPhersonben, skruvfjädrar, krängningshämmare                       |
| Hjulupphängning bak:           | Fyrledad drivaxel, snett bakåtriktade triangellänkar, skruvfjädrar, krängningshämmare | Fyrledad drivaxel, snett bakåtriktade triangellänkar, skruvfjädrar, krängningshämmare | Fyrledad drivaxel, snett bakåtriktade triangellänkar, skruvfjädrar, krängningshämmare | Fyrledad drivaxel, snett bakåtriktade triangellänkar, skruvfjädrar, krängningshämmare |
| Kaross:                        | Självbärande stålkaross med hastighetsberoende bakspoiler                             | Självbärande stålkaross med fast bakspoiler                                           | Självbärande stålkaross med fast bakspoiler                                           | Självbärande stålkaross med fast bakspoiler                                           |
| Spårvidd fram/bak:             | 1379/1380 mm                                                                          | 1380/1374 mm                                                                          | 1413/1452 mm                                                                          | 1440/1481 mm                                                                          |
| Hjulbas:                       | 2272 mm                                                                               | 2272 mm                                                                               | 2272 mm                                                                               | 2272 mm                                                                               |
| Fälgar, däck:                  | Fram: 7,5J x 17 med 205/50 ZR17 Bak: 9J x 17 med 255/40 ZR17                          | Fram: 7,5J x 17 med 205/50 ZR17 Bak: 9J x 17 med 255/40 ZR17                          | Fram: 8J x 18 med 235/40 ZR18 Bak: 10J x 18 med 265/35 ZR18                           | Fram: 8J x 18 med 235/40 ZR18 Bak: 10J x 18 med 265/35 ZR18                           |
| Längd x bredd x höjd:          | 4275 x 1652 x 1270 mm                                                                 | 4275 x 1652 x 1270 mm                                                                 | 4275 x 1775 x 1270 mm                                                                 | 4275 x 1775 x 1270 mm                                                                 |
| Tomvikt:                       | 1220 kg (1150 kg utan ljudisolering)                                                  | 1350 kg                                                                               | 1249 kg                                                                               | 1290 kg                                                                               |
| Topphastighet:                 | 260 km/h                                                                              | 260 km/h                                                                              | 271 km/h                                                                              | 290 km/h                                                                              |
| Acceleration 0 – 100 km/h:     | 5,3 s                                                                                 | 5,4 s                                                                                 | 5,2 s                                                                                 | 4,7 s                                                                                 |
| Bränsleförbrukning per 100 km: | 15,0 l                                                                                | 14,0 l                                                                                | 15,3 l                                                                                | 15,0 l                                                                                |
| Tillverkning:                  | 1570 st                                                                               | 701 st                                                                                | 90 st (inkl. RSR 3.8)                                                                 | 86 st                                                                                 |